# Íþróttafélagið Vestri
El Íþróttafélagið Vestri es un club polideportivo islandés fundado en 1986. El club juega en el Torfnesvöllur y compite en la Besta-deild karla.

## Historia
El club fue fundado en 1986 como el departamento de fútbol de Badmintonfélag Ísafjarðar, o BÍ para abreviar. Participó por primera vez en la liga islandesa de nivel 4, entonces conocida como 3. deild karla  , ese mismo año y su primer entrenador fue el exjugador del equipo nacional . Björn Helgason. En 1988, el club más grande de Ísafjörður, Íþróttabandalag Ísafjarðar (ÍBÍ), cerró después de años de dificultades financieras y la mayoría de sus jugadores se mudaron al BÍ, que asumió como el principal club de fútbol de la ciudad. El club adoptó el nombre BÍ'88 para marcar un nuevo comienzo y Jóhann Króknes Torfason fue contratado como entrenador en jefe . Ganaron su grupo en 4. deild de manera convincente, anotando 46 goles y concediendo solo 3, siendo su mayor victoria una victoria por 18-0 sobre Höfrungur. En el playoff de 4. deild se impuso y logró el ascenso a 3. deild karla donde tocaron los siguientes tres años. En 1991 el equipo logró el ascenso a 2. deild karla después de terminar como subcampeón en 3. deild. Jugaron allí durante dos años antes de descender a 3. deild. Después de la temporada de 1996, el club se retiró del juego debido a dificultades financieras.
De 2006 a 2016, el equipo formó un equipo conjunto con Ungmennafélag Bolungarvíkur, llamado BÍ/Bolungarvík. En 2008, el equipo ascendió a 2. deild karla y en 2010 a 1. deild karla. En octubre de 2010, el equipo contrató a Guðjón Þórðarson como su mánager. En 2016, el club se fusionó en Íþróttafélagið Vestri junto con Skellur, Sundfélagið Vestri y KFÍ.
El 21 de septiembre de 2019, Vestri obtuvo una victoria por 7-0 contra Tindastóll en el último partido de la temporada y aseguró un ascenso al segundo nivel 1. deild karla.
El 30 de septiembre de 2023, Vestri derrotó a Afturelding en la final de los playoffs de promoción de 1. deild karla para asegurar un lugar en el Besta-deild karla de primer nivel por primera vez en su historia.

## Plantilla

### Altas y bajas
| Cesiones                | Cesiones       | Cesiones | Cesiones |
| Jugador                 | Posición       | Cedido a |          |
| ----------------------- | -------------- | -------- | -------- |
| Daníel Agnar Ásgeirsson | Centrocampista | Hörður   |          |

## Jugador del año
| Año  | Ganador            |
| ---- | ------------------ |
| 1988 | Guðmundur Gíslason |

| Año  | Ganador                   |
| ---- | ------------------------- |
| 2006 | Sigurgeir Sveinn Gíslason |
| 2007 | Pétur Geir Svavarsson     |
| 2008 | Goran Vujic               |
| 2009 | Óttar Kristinn Bjarnason  |
| 2010 | Sigurgeir Sveinn Gíslason |

| Año  | Ganador                     |
| ---- | --------------------------- |
| 2011 | Þórður Ingason              |
| 2012 | Andri Rúnar Bjarnason       |
| 2013 | Hafsteinn Rúnar Helgason    |
| 2014 | Matthías Króknes Jóhannsson |
| 2015 | Loic Cédric Mbang Ondo      |

| Año  | Ganador               |
| ---- | --------------------- |
| 2016 | Ernir Bjarnason       |
| 2017 | Daði Freyr Arnarsson  |
| 2018 | Elmar Atli Garðarsson |
| 2019 | Zoran Plazonic        |
| 2020 | Nacho Gil             |

| Año  | Ganador        |
| ---- | -------------- |
| 2021 | Nicolaj Madsen |

## Palmarés
- 3. deild karla
  - Campeón (1): 1988
  - Subcampeón (1): 2008
- 2. deild karla
  - Subcampeón (3): 1991, 2010, 2019.